# Titanoholtita
La titanoholtita és un mineral de la classe dels silicats que pertany al grup de la holtita.

## Característiques
La titanoholtita és un silicat de fórmula química (Ti0.75◻0.25)Al₆BSi₃O₁₈. Va ser aprovada com a espècie vàlida per l'Associació Mineralògica Internacional l'any 2012. Cristal·litza en el sistema ortoròmbic.
Segons la classificació de Nickel-Strunz, la titanoholtita pertany a «09.AJ: Estructures de nesosilicats (tetraedres aïllats), amb triangles de BO₃ i/o B[4], tetraèdres de Be[4], compartint vèrtex amb SiO₄» juntament amb els següents minerals: grandidierita, ominelita, dumortierita, holtita, magnesiodumortierita, garrelsita, bakerita, datolita, gadolinita-(Ce), gadolinita-(Y), hingganita-(Ce), hingganita-(Y), hingganita-(Yb), homilita, melanocerita-(Ce), minasgeraisita-(Y), calcibeborosilita-(Y), stillwellita-(Ce), cappelenita-(Y), okanoganita-(Y), vicanita-(Ce), hundholmenita-(Y), prosxenkoïta-(Y) i jadarita.
Les mostres que van servir per a determinar l'espècie, el que es coneix com a material tipus, es troben conservades al museu mineralògic de la Universitat de Breslau (Polònia), amb els números d ecatàleg: mmwr iv7617, mmwr iv7620 i mmwr iv7621, i a les col·leccions del Museu Nacional d'Història Natural, l'Smithsonian, situat a Washington DC (Estats Units).

## Formació i jaciments
Va ser descoberta a la mina del mont Szklana, a Gmina Ząbkowice Śląskie, dins el comtat de Ząbkowice Śląskie (Voivodat de Baixa Silèsia, Polònia). També ha estat trobada a la mina de dumortierita del llac Uvil'dy, a l'óblast de Txeliàbinsk (Rússia).Aquests dos indrets són els únics de tot el planeta on ha estat descrita aquesta espècie mineral.